# 德惠翁主
德惠翁主（1912年5月25日—1989年4月21日），本貫全州李氏，為朝鮮日治時期的王公族，大韓帝國開國皇帝李㷩（高宗）的庶三女，生母是福寧堂貴人梁氏（梁春基）。

## 生平

### 幼年

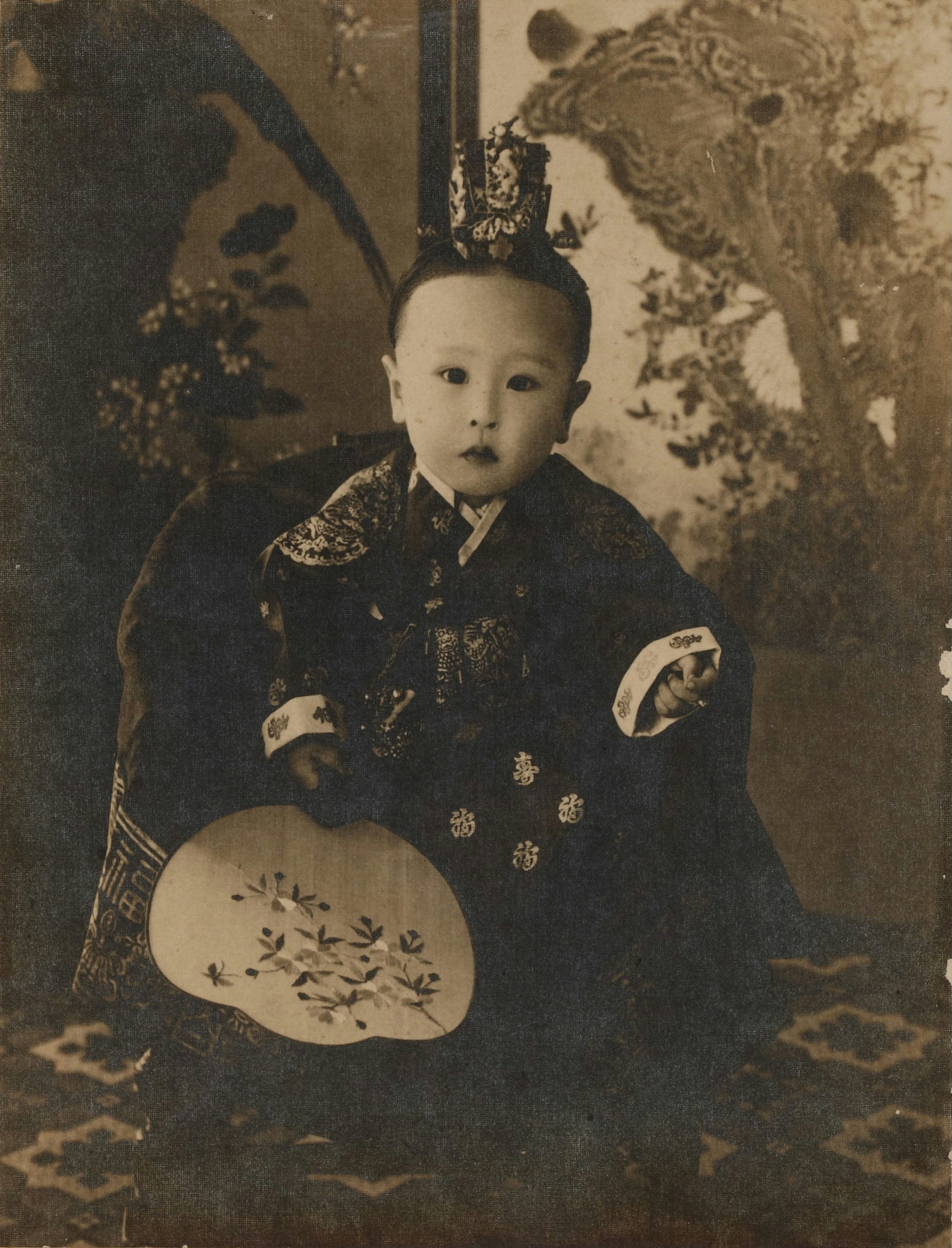
幼年德惠翁主

1911年，受高宗寵愛的純獻皇貴妃去世後，尚宮梁氏得到了寵幸，並在次年5月生下一女，這是高宗最後一個女兒；其母也連帶被擢昇為貴人，並賜堂號福寧堂。1917年受承認為王公族。德惠翁主出生時並沒有封號，也尚未正式命名，幼年被稱為福寧堂阿只氏（복녕당 아기씨）；1916年，德壽宮內設立幼稚園以教育她，並安排京口貞子、張玉植為其保母。高宗由於老年得女，她又是唯一存活的女兒，頗受高宗疼愛。高宗擔心愛女會被日本政府所帶走，便暗地裡為德惠翁主安排婚事，期望能以婚姻的方式將其留住。高宗選侍從金璜鎭的姪兒金章漢，想把女兒許配給他。可是不久後高宗於1919年突然駕崩，再加上日本的介入，此事遂不了了之。
1920年4月1日，翁主在宮內與三位同學就讀一年，第二年進京城日出公立尋常小學校（경성일출공립심상소학교）就讀二年級。由於在學校須穿著日式服裝，因此上學時她穿紋付和袴；她也在此時學會流利的日語。1921年5月4日，純宗依宮中舊制，因她的庶出身分（生母為宮人）封為翁主，正式賜號德惠。同時期編修的朝鮮王朝實錄《純宗實錄附錄》中，也直接以「德惠翁主」來記載這位王女；1922年3月11日，李王家以德惠翁主入學，又賜給京城學校組合金四百圓。

### 前往日本
1925年元旦，李王職次官國分象太郎告知純宗，德惠翁主將被送往日本留學。同年，13歲的德惠翁主在3月28日離開京城府前往日本東京，並在4月1日入學女子學習院中等科二年級。1926年12月1日，《王公家軌範》正式完成立法。根據條款，德惠翁主以身為李太王（高宗）的女兒屬於「王族」，「德惠」（トクケイ）被當成她的名字寫在昭和年間編纂的《王公族譜》中——當時官方紀錄指這是大正十年（1921年）五月二日的正式命名；此後她在日本一直保有「王族」身分直到日後結婚才改變。
1929年5月30日，德惠翁主的生母——福寧堂貴人梁氏病故。6月2日她回朝鮮奔喪，但是因為梁氏不是王公族，德惠翁主無法如願穿適當的喪服；一周後她被送回日本。隨後德惠翁主在1930年代開始精神失常，出現拒絕上學、嚴重失眠、夢遊症等症狀，因此在異母哥哥李垠的李王府邸調養；經診斷為「早發性癡呆症」（現稱為思覺失調症）:108。1931年3月27日，德惠翁主從女子學習院畢業。

### 婚姻生活

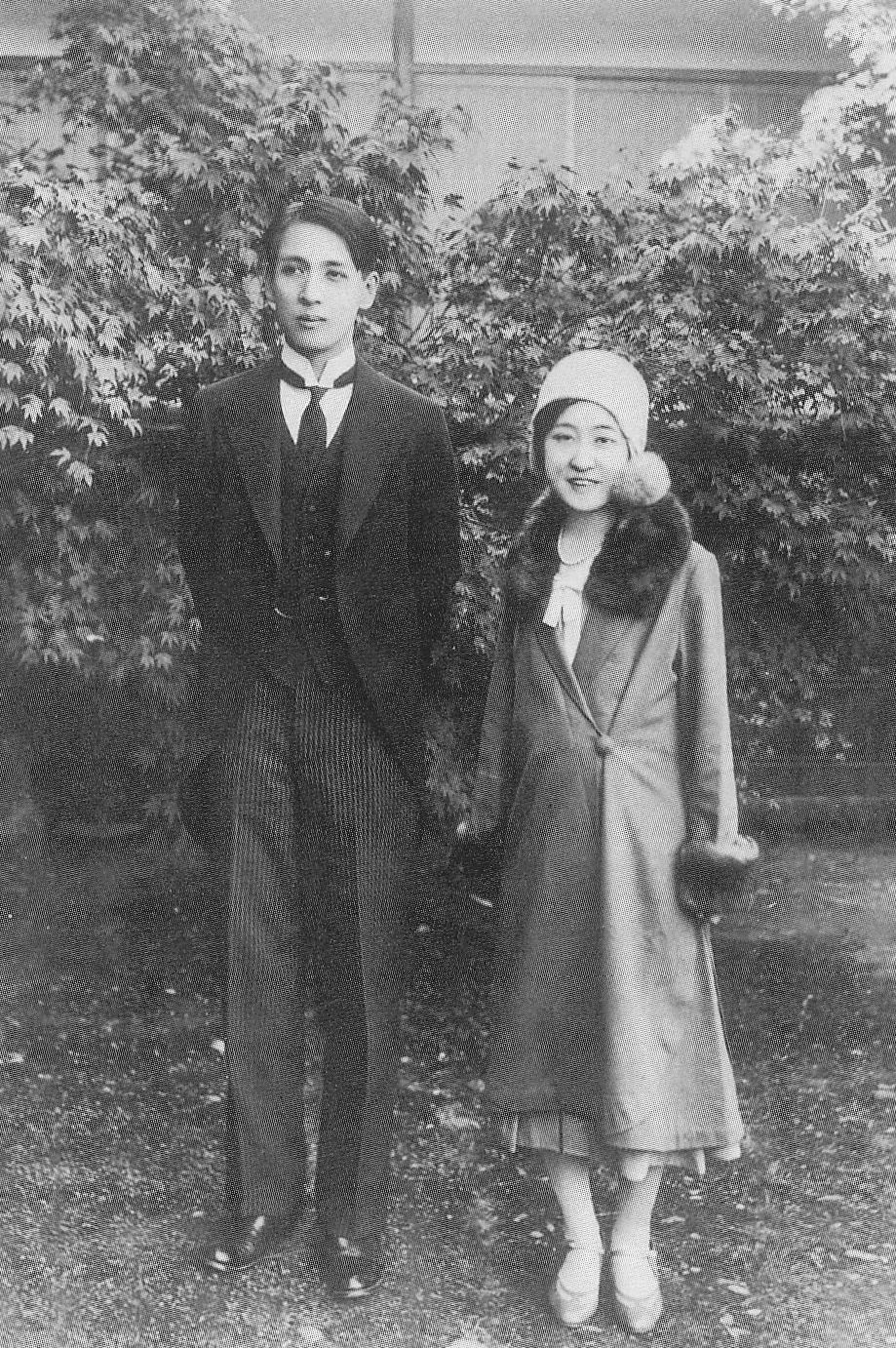
1931年与丈夫宗武志在對馬嚴原

德惠翁主婚約的早期安排細節不詳。德惠翁主的結婚對象可來自皇室、華族、朝鮮貴族:79或平民，但是朝鮮半島向來有同本貫不相通婚的習俗，因此她不可能跟同宗的王公族或出身全州李氏的朝鮮貴族結婚。1931年的朝鮮貴族中，伯爵以上而且不是全州李氏的男性只有5位（侯爵3名、伯爵2名）；而唯一跟翁主年齡相仿的是牛峰李氏的李丙吉侯爵（李完用孫），不過他當時已婚。總之，當時朝鮮的高級貴族中，沒有德惠翁主的合適結婚對象:109-111。
1930年10月，日本政府決定將德惠翁主嫁給末代對馬府中藩主宗義達的姪兒——宗武志伯爵，當時他正就讀東京帝國大學英文科三年級。對馬宗氏因幾百年來負責日本對朝鮮王朝貿易的功勞，在明治維新後受封伯爵。昭和天皇在1931年4月14日批准此婚約，並在5月8日完婚。同時因為是王族「降嫁」，德惠翁主結婚之時在王公族中被除籍，以伯爵夫人的身分成為華族。在德惠翁主結婚前，她的嫂嫂、李垠的妻子李王妃方子女王（李方子）擔心德惠翁主的病情，李王家以及照顧過翁主的宮人也相當不贊成這門婚事；不過宗武志並沒有解除婚約。當時，宗武志的已故養父兼堂兄宗重望留下沉重債務，使宗家瀕臨破產邊緣；才剛畢業的宗武志可藉由結婚以解決負債問題:82:111-112。至於德惠翁主本人，自結婚起一直受失語症所苦，思覺失調症也加劇；根據當時看見的人的描述，她幾乎都低頭不語、舉止有異，而且不時大笑:34。
結婚當年的十月、十一月，宗武志和德惠翁主訪問對馬島，期間德惠翁主也出現異常行為；教導過宗武志的平山為太郎當時也在場，在日記中對此表達擔憂。在德惠翁主結婚後第二年，李王家的預算就暴增了約一萬六千圓，其中有一部分（或全額）可能是用來金援宗家的:112-113。1932年8月14日，德惠翁主同宗武志生下一女宗正惠:264。生下女兒後的數年內，她的病情越來越嚴重，幾乎無法將女兒撫養長大，即使丈夫及夫家相當照顧她，德惠翁主的病情依然持續惡化。第二次世界大戰結束後的1946年，德惠翁主被送進東京都立松澤醫院:264。不久，日本、韓國都廢除貴族制度，德惠翁主和宗武志雙雙失去華族身分，成為平民。
1950年1月，韓國記者金乙漢（德惠翁主未婚夫的哥哥）和李垠一家一起訪問松澤醫院，向韓國人報導了德惠翁主的慘狀，推動讓她回國的行動自此開始:216-221。德惠翁主不斷住院，因此宗武志得到李垠夫婦同意後，在1955年6月與德惠翁主離婚:216-221；離婚後，德惠翁主從母姓被稱為「梁德惠」:264:354。1956年8月26日，德惠翁主的獨生女宗正惠留下一份遺書後失蹤:264:357。

### 返回韓國
1961年，韓國發生五一六軍事政變，朴正熙掌權，後成為新一任韓國總統。朴正熙以國家重建最高會議領導者的身分在同年11月出訪美國，途中經過東京與李方子會面，承諾安排讓德惠翁主回韓國:137。德惠翁主此時已住院十五年；旅居日本三十八年後，於1962年1月26日終於得以返回韓國:264。抵達金浦國際機場後，她的小學校同學閔龍兒（민용아）、以及時年七十二歲的乳母卞福童（변복동）前來接機，之後到首爾昌德宮樂善齋與久未相見的純宗遺孀——尹大妃見面；隨後就被送去首爾大學附屬醫院。同一年的2月8日，德惠翁主以「李德惠」（이덕혜）的名義恢復韓國國籍；3月28日，韓國修訂《舊皇室財產法》（구황실재산법）以提供照顧德惠翁主的法源依據。
1967年5月4日，德惠翁主因病情趨穩出院，並在翌年秋天住進昌德宮樂善齋:264。1970年10月29日，她在首爾大學附屬醫院接受子宮息肉切除手術。1972年，德惠翁主的前夫宗武志來到樂善齋，希望再見到她一面。不過樂善齋的負責人認為，宗武志娶了高宗的女兒，卻把她送去精神病院並離婚，見面無益而拒絕了他:360。1983年5月24日她因年老在翰林大學漢江聖心醫院住院。
1989年4月21日上午11點40分，德惠翁主於昌德宮壽康齋逝世，享壽七十八歲（虛歲）。同年4月25日，全州李氏大同宗約院在壽康齋舉辦喪禮，將德惠翁主葬在洪裕陵（高宗、純宗陵寢）內。

## 身後
隨著德惠翁主的不幸一生逐漸為人所知，有一部1996年韓國文化廣播公司製播的戲劇，將宗武志描寫成生性邪惡而且駝背，宣稱他是為了翁主的嫁妝才結婚。不過宗武志作為詩人並非處於貧困，也寫過很多疼愛妻子的作品；即使受到韓國人相當多的責難，他生前不曾對韓國有過任何批評:35。在德惠翁主和宗武志結婚時，對馬居民為表祝賀，在嚴原八幡宮神社廣場豎立了紀念碑；長崎縣立對馬歷史民俗資料館成立後，此紀念碑應宗武志的請求撤除。不過之後對馬市與韓國方面以促進日韓關係為由合作，2001年在對馬市原金石城庭園附近，重新設立了一座「李王家宗伯爵家御結婚奉祝記念碑」。
德惠翁主生前用過的物品，原本都在日本保存，後來輾轉被送回韓國。宗武志離婚後，把朝鮮王室服飾等交還給李垠；之後，李垠夫婦將其捐贈給日本的學校法人新渡戶文化學園，包括翁主的唐衣、宗正惠的衣物和鞋子等共五十多件。2015年，德惠翁主唐衣、长裙等7件宫廷礼服被無條件捐贈給韓國國立古宮博物館:53。